# Enicurus immaculatus
Enicurus immaculatus е вид птица от семейство Muscicapidae.

## Разпространение
Видът е разпространен в Бангладеш, Бутан, Индия, Мианмар, Непал и Тайланд.